# Uchidana parasita
Uchidana parasita  (лат.) — вид паразитических невооружённых немертин из семейства Valenciniidae (по другим данным - из семейства Lineidae ), выделяемый в монотипический род Uchidana. Эктопаразиты двустворчатого моллюска Mactra chinensis (= Mactra sulcataria), локализующиеся в мантийной полости моллюска или между мантией и раковиной. Описаны с побережья Хонсю (Япония). Питается жабрами хозяина . В железистом эпителии хобота обнаружены мелкие стилетоподобные структуры, напоминающие стилеты вооружённых немертин. Один из двух видов-симбионтов в отряде Heteronemertea (второй вид - Nemertoscolex parasiticus ).